# Cas nominatiu
El cas nominatiu és un cas gramatical per als noms. Alguns escriptors en llengua anglesa usen el terme cas subjectiu en lloc de nominatiu, per a remarcar les diferències entre el nominatiu bàsic i la manera com s'utilitza en anglès.
El nominatiu marca, generalment, el subjecte d'un verb o el seu atribut. El cas nominatiu es troba al llatí i al grec, entre altres llengües. En català, el nominatiu només es reflecteix, com els altres casos llatins, en els pronoms personals (jo, tu, ell/ella, nosaltres, vosaltres, ells/elles). Quant a la primera i la segona persona del plural, la terminació "-altres" és característica del nominatiu i s'afegí durant l'edat mitjana quan feien de subjecte. D'aquí l'oposició nosaltres/nos i vosaltres/vos.
El nominatiu és la forma més comuna i natural per a certes parts de la parla, tals com els noms, adjectius, pronoms i menys sovint els numerals i els participis, i a vegades no indiquen cap relació especial amb altres parts del discurs. Per tant, en algunes llengües el cas nominatiu no està marcat, és a dir, és l'arrel de la paraula mateixa.
En llengües nominatives-absolutives, el cas nominatiu marca el subjecte d'un verb transitiu o el subjecte voluntari d'un verb intransitiu, però no un subjecte involuntari d'un verb intransitiu (pel qual s'utilitza el cas absolutiu).